# Йосиф (Георгян)
Йо́сиф Георгян (рум. Mitropolitul Iosif в світі Йоан Георгян рум. Ioan Gheorghian, 29 серпня 1829 Ботошані — 24 січня 1909 Бухарест) — митрополит-примас Православної церкви Румунії (1886—1893, 1896—1909).

## Біографія
Народився 29 серпня 1829 року в місті Ботошані у сім'ї священника. Навчався у школі при церкві «Трьох Святителів» та в Михайлівській академії в Яссах, а потім відвідував різні курси у Сорбонні (Франція). Хороший поціновувач грецької мови, привернув увагу митрополита Веніаміна (Костакі).
У 1846 році у віці 17 років він був пострижений у чернецтво в Монастирі Могошені й висвячений у сан ієродиякона того ж року. Він служив у єпархії та митрополії в Яссах за митрополита Софронія (Міклеску). У 1857 році відправлений як диякон до Румунської каплиці в Парижі, де залишався до 1863 року. Тут він мав можливість вивчати літературу, пропонуючи курси Сорбонни. Повертаючись до країни, він був висвячений у сан священника, а потім став директором семінарії в Монастирі Нямц. Потім став настоятелем монастиря Тодірені неподалік Урдужені й пізніше Монастиря Попеуць.
17 липня 1865 року господар Александру Йоан Куза призначив Єпископом Хушським. 19 червня 1865 року висвячений на єпископа Хушського. 24 березня 1879 року обраний єпископом Нижньодунайським, який проживав у Галаці. У цій якості він реорганізував церковне життя в Добруджі, а потім повернувся до Румунії (1878).
22 листопада 1886 року його обрано Примасом-Митрополитом Румунії. 30 листопада 1886 року відбулася його інтронізація у цій якості. 29 березня 1893 року Митрополит Йосиф змушений піти у відставку, після його відмови прийняти «Закон мирян, духовенства та семінарій», запропонований Таке Іонеску. Натомість Колегія виборців за допомогою консерваторів обирає 18 травня 1893 року більшістю голосів, 168 із 220, єпископа Арджеського Геннадія (Петреску). Інтронізація як митрополита примаса була проведена 21 травня 1893[[]] року в Кафедральному соборі. Першим актом його нового пастора як митрополита був законопроєкт про священнослужителів і семінарій, який він представив Синоду і за який потім проголосував парламент.
Вийшовши на спокій, митрополит Йосип оселився в Монастирі Келдерушені. У цей час він перекладав з французької різні історико-літературні твори. Після смерті митрополита Геннадія (Петреску) митрополита Йосипа переобрали митрополитом-примасом Румунії 6 грудня 1896 року. 8 грудня 1896 року відбулася його інтронізація.
Його обрали почесним членом Румунської академії 21 травня 1901 року.
Помер 24 січня 1909 року в Бухаресті та був похований у церкві святого Георгія в монастирі Черніка.